# Leucopis ballestrerii
Leucopis ballestrerii är en tvåvingeart som beskrevs av Camillo Rondani 1874. Leucopis ballestrerii ingår i släktet Leucopis och familjen markflugor. Inga underarter finns listade i Catalogue of Life.